# Lambis scorpius
Lambis scorpius (nomeada, em inglês, Scorpion conch ou Scorpion spider conch; em francês, Ptérocère scorpion) é uma espécie de molusco gastrópode marinho pertencente à família Strombidae. Foi classificada por Carolus Linnaeus em 1758, nomeada Strombus scorpius na obra Systema Naturae; sendo encontrada no Indo-Pacífico, da África Oriental até Samoa, no Pacífico Ocidental (Polinésia); mas também entre o sul de Queensland, Austrália, até o Japão. Esta bela espécie é amplamente distribuída e bem conhecida; caracterizada pelas digitações (ou projeções espiniformes) nodosas ou ondulosas e pela sua abertura e columela de cores vivasː roxa e branca, em listras internas, sobre o laranja acastanhado a avermelhado, em sua borda. São utilizadas, as conchas, para o artesanato e venda de souvenirs, ou para o colecionismo; mas também para alimentação.

## Descrição da concha
Conchas chegando de pouco menos de 10 a até 22 centímetros de comprimento, quando desenvolvidas. Além das cores da abertura, elas são caracterizadas pela presença de projeções com formas onduladas, não presentes em outras espécies do gênero Lambis; com o canal sifonal alongado e curvando-se em direção à abertura; além de apresentar grossas cordas espirais, enrugadas e espaçadas, na superfície de sua volta final.

## Subespécies
L. scorpius possui duas subespécies:
- Lambis scorpius scorpius (Linnaeus, 1758); presente no oceano Pacífico.[3]
- Lambis scorpius indomaris Abbott, 1961; presente no oceano Índico,[3][13] com sua localidade tipo em Nosy Be (Madagáscar);[14] descrita no texto "The genus Lambis in the Indo-Pacific", na publicação Indo-pacific Mollusca. 1(3): 147-174. Difere da subespécie nominal pelo fato desta apresentar um lóbulo grande e achatado, em forma de orelha, no lado esquerdo da base de sua primeira digitação; enquanto indomaris apresenta este lóbulo bastante reduzido ou empurrado para trás, sobre o ápice da espiral.[3][13] A espécie Lambis cristinae Bozzetti, 1999 é um híbrido entre L. scorpius indomaris e Lambis lambis, sendo um táxon inválido.[14]

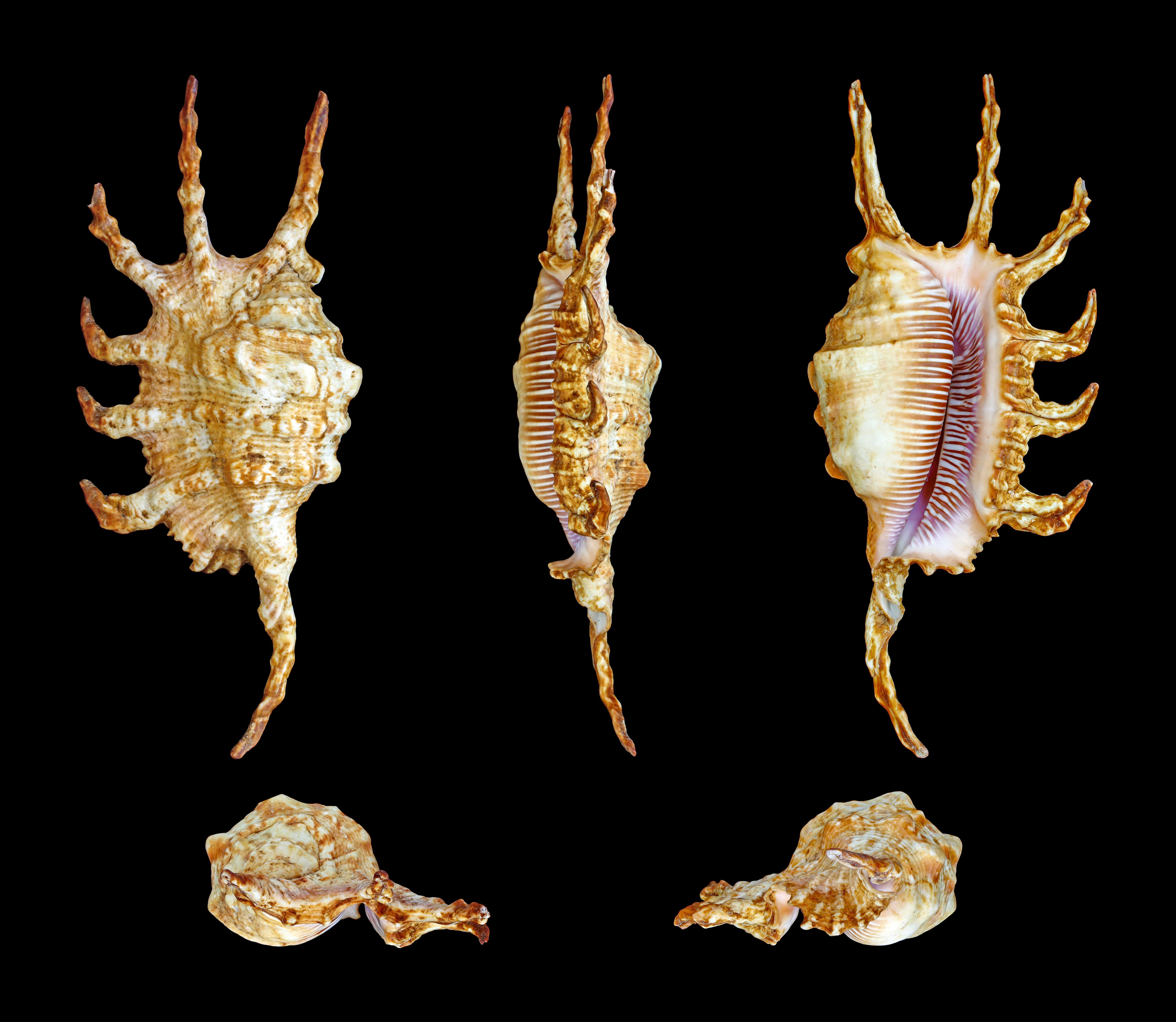
Cinco vistas da concha de L. scorpius, subespécie indomaris.[1] Espécime da Tailândia.

## Etimologia descorpius
A etimologia de scorpius provém do latim scorpion, com o significado "escorpião" e sendo também utilizada para designar uma constelação do zodíaco (̈Scorpius).

## Habitat e hábitos
Lambis scorpius ocorre em águas rasas da zona entremarés e zona nerítica até os 5 metros, perto da costa e em habitats bentônicos e arenosos, com arrecifes de coral e protegidos da ação de ondas.